# Glenn Branca
Glenn Branca, född 6 oktober 1948 i Harrisburg, Pennsylvania, död 13 maj 2018 i New York, var en amerikansk musiker och kompositör. Han var känd för sina mastodontkonserter med hundratals gitarrer.
Branca är allmänt erkänd som en av de första minimalistiska kompositörerna. Hans verk är bland de viktigaste och mest radikala inom avantgarde- och dronemusik efter andra världskriget och intimt förknippad med New York och den så kallade no wave-rörelsen. 1978 framförde Rhys Chatham sin första Guitar Trio tillsammans med Branca och Nina Canal. Branca samarbetade med flera andra artister och band, exempelvis David Roosenboom, David Linton, Swans och Sonic Youth (Kim Gordon, Lee Ranaldo och Thurston Moore).

## Diskografi
1. Lesson No.1 For Electric Guitar (99 Records, 1980)
2. The Ascension (99 Records, 1981)
3. Indeterminate Activity of Resultant Masses, (Atavistic, 1981/2007)
4. Bad Smells from Who Are You Staring At? med John Giorno (GPS, 1982)
5. Chicago 82 - A Dip In The Lake (Crepuscule, 1983)
6. Symphony No.3 (Gloria) (Atavistic, 1983)
7. Symphony No.1 (Tonal Plexus) (ROIR, 1983)
8. The Belly of an Architect (Crepuscule, 1987)
9. Symphony No.6 (Devil Choirs At The Gates Of Heaven) (Atavistic, 1989)
10. Symphony No.2 (The Peak of the Sacred) (Atavistic, 1992)
11. The World Upside Down (Crepuscule, 1992)
12. The Mysteries (Symphonies Nos.8 & 10) (Atavistic, 1994)
13. Les Honneurs Du Pied from Century XXI USA 2-Electric/Acoustic (various) (New Tone, 1994)
14. Symphony No.9 (l'eve future) (Point, 1995)
15. Faspeedelaybop from Just Another Asshole (various) (Atavistic, 1995)
16. Songs '77-'79 (Atavistic, 1996)
17. Symphony No.5 (Describing Planes Of An Expanding Hypersphere) (Atavistic, 1999)
18. Empty Blue (In Between, 2000)
19. Movement Within from Renegade Heaven by Bang On A Can (Cantaloupe, 2000)
20. The Mothman Prophecies [Soundtrack] (contributed 1-minute "Collage") (Lakeshore Records, 2002)